# Джоді Бенсон
Джоді Марі Бенсон (англ. Jodi Marie Benson; нар. 10 жовтня 1961 року) — американська співачка та акторка, найбільш відома роллю русалоньки Аріель в діснеївському мультфільмі «Русалонька» і його продовженнях.

## Фільмографія
- 1984 — Навсікая з Долини Вітрів — Мама Ластель
- 1989 — Русалонька — Аріель, Ванесса
- 1991 — Мисливець — Офіцер поліції
- 1991—1993 — Пірати темної води — Тула
- 1992—1994 — Русалонька — Аріель
- 1994 — Дюймовочка — Дюймовочка
- 1997 — Американська пригода — Luella Day
- 1997 — Кароліна в Нью-Йорку — Мама
- 1997 — Флаббер — Віібо
- 1998—1999 — Геркулес — Єлена Троянська
- 1998 — Геркулес: як стати героєм — Єлена Троянська
- 1999 — Історія іграшок 2 — Барбі
- 2000 — Дика сімейка Тонеберів — мати Чіта
- 2000 — Русалонька 2: Поклик моря — Аріель
- 2000 — Бетмен майбутнього — Аквагьорл
- 2000 — Аладін: помста Назіри — Назіра
- 2001—2003 — Мишиний дім — Аріель, Бель
- 2001 — Чарівне Різдво у Мікі: Замкнені снігом в Мишачому домі — Аріель
- 2001 — Леді та Блудько — Леді
- 2002 — Kingdom Hearts — Аріель
- 2003 — 101 далматинець 2: Пригоди Патча в Лондоні — Аніта
- 2004 — Балто 3: Крила змін — Дженна
- 2004 — Kingdom Hearts: Chain of Memories — Аріель
- 2004 — Жахливі пригоди Біллі та Менді — Аріель
- 2005 — Вечірка для принцеси — Аріель
- 2006 — Kingdom Hearts II — Аріель
- 2007 — Зачарована — Сем
- 2007 — Disney Princess: Enchanted Journey — Аріель
- 2008 — Русалонька: Дитинство Аріель — Аріель
- 2008—2010 — Бен-10 Інопланетна сила — Принцеса Джуді
- 2010 — Історія іграшок 3: Велика втеча
- 2011 — Kinect Disneyland Adventures — Аріель
- 2012 — Феї: Таємниця зимового лісу
- 2013 — Софія Прекрасна — Аріель